# Club Bàsquet Llíria
El Club Bàsquet Llíria es un equipo de baloncesto con sede en la ciudad Liria, (Valencia) España, que actualmente juega en la Segunda FEB, tercera categoría del baloncesto español.

## Historia
El baloncesto nace en Liria en 1945, importado desde Madrid por Pep Jordan, quien realizaba allí el servicio militar.
Desde el ascenso en la temporada 67/68 del C.B. Llíria a 2.ª División, el club vivió épocas de grandes éxitos, jugando varias temporadas seguidas a caballo entre la 2.ª y la 1.ª División Nacional, hasta que finalmente en la temporada 1990/91 logra coronarse subcampeón de la Primera División y consigue el ascenso a la Liga ACB, de la mano del técnico Andreu Casadevall, competición en la que permanecería durante las dos siguientes temporadas. Tras jugar las últimas temporadas en la Liga EBA el actual club ha accedido a jugar la temporada 2005/2006 en la LEB-2, en la que consiguió la permanencia. En 2007-2008 jugó en la 1.ª División Nacional.
Como personas importantes que han pasado en este equipo son José Miguel Ferrandis, Josep Pérez Lapiedra, Lluis Andés e Isma Canto. Recordada es su pareja de americanos de finales de los 80, formada por Dan Palombizio ("Palomo") y Vernon Smith.
Por diversas circunstancias en el 2001 se fundó el Club Esportiu Llíria para continuar la tradición del baloncesto Edetano.
En la temporada 2023-24, tras ocho campañas seguidas en la Liga EBA y por segundo año consecutivo  clasificándose para la fase final, logra el ascenso a la LEB Plata (actualmente denominada Segunda FEB), quedando primero en su grupo de la fase de ascenso y campeón de la Liga EBA 2023-24.

## Logo
El logo del Llíria representa un balón de baloncesto amarillo con unos ojos y cabello negro (los colores del club), con los bordes amarillos y negros introduciéndose en una cesta que es a su vez la palabra llíria (en minúsculas).

## Equipación
La equipación es predominantemente negra, con el color amarillo como color secundario. La equipación secundaria es similar a la titular con los colores invertidos.

## Terreno de juego
Tras haber pasado por varias pistas de juego, como la Cultural o el pabellón de la piscina (popularmente conocido como Pavelló Vell), el Llíria pasó a jugar al Pavelló municipal Pla de l'Arc (o Pavelló nou) sito en la calle del mismo nombre, que tuvo que cumplir las características requeridas para el básquet de élite que tenía que acoger.

## Cantera
El Llíria además de la primera plantilla tiene equipos de categorías inferiores (desde cadetes hasta sénior), tanto masculinos como femeninos, generalmente integrados por jugadores locales o de las cercanías. Algunos jugadores de la cantera han llegado a jugar en la ACB como Salva Guàrdia, Nacho Rodilla y Quique Andreu. Los cadetes del Llíria se nutren principalmente del equipo infantil de la Escola de Bàsquet Llíria, que abarca desde preminis hasta infantiles, desde donde salió hacia el Barça Josep Pérez Tomàs.

## Denominaciones
- CB Llíria (1985-1986)
- Choleck Llíria (1986-1987)
- Finisterre Llíria (1987-1989)
- Choleck Llíria (1989-1991)
- Ferrys Llíria (1991-1993)
- CB Llíria Camp de Turia (1993-1994)
- A.C.B. Llíria (1994-1997)
- Sedesa Llíria (2002-2006)
- Grupo Cibo Llíria (2006-2009)
- Club Esportiu Bàsquet Llíria (2009-2016)
- Grupo Sanz Llíria (2016-2017)
- Refitel Bàsquet Llíria (2017-2023)
- Refitel Nadunet Bàsquet Llíria (2023-2024)
- Nadunet Refitel Bàsquet Llíria (2024-)

## Trayectoria
| Temporada | Nivel | División       | Pos. | Postemporada                      | TR      | PO        | Copa         | Copa |
| --------- | ----- | -------------- | ---- | --------------------------------- | ------- | --------- | ------------ | ---- |
| 1972-73   | 2     | 2.ª División   | 8.º  | –                                 | 15-1-12 | –         | –            | –    |
| 1973-74   | 2     | 2.ª División   | –    | –                                 | –       | –         | –            | –    |
| 1974-75   | 2     | 2.ª División   | 6.º  | –                                 | 10-12   | –         | –            | –    |
| 1975-76   | 3     | 3.ª División   |      | Ascenso                           | –       | –         | –            | –    |
| 1976-77   | 2     | 2.ª División   | 14.º | Descenso                          | 11-17   | –         | –            | –    |
| 1977-78   | 3     | 3.ª División   |      | Ascenso                           | –       | –         | –            | –    |
| 1978-79   | 2     | 1.ª División B | 9.º  | Descenso                          | 7-1-14  | –         | –            | –    |
| 1979-80   | 3     | 2.ª División   |      | Ascenso                           | –       | –         | –            | –    |
| 1980-81   | 2     | 1.ª División B | 13.º | Descenso                          | 7-3-16  | –         | –            | –    |
| 1981-82   | 3     | 2.ª División   | –    | –                                 | –       | –         | –            | –    |
| 1982-83   | 3     | 2.ª División   |      | Ascenso                           | –       | –         | –            | –    |
| 1983-84   | 2     | 1.ª División B | 10.º | –                                 | 11-15   | –         | –            | –    |
| 1984-85   | 2     | 1.ª División B | 11.º | –                                 | 11-15   | –         | –            | –    |
| 1985-86   | 2     | 1.ª División B | 12.º | PO permanencia (12.º)             | 15-13   | 2-1       | –            | –    |
| 1986-87   | 2     | 1.ª División B | 7.º  | –                                 | 19-15   | –         | –            | –    |
| 1987-88   | 2     | 1.ª División B | 12.º | D/PO permanencia (23.º)/ Descenso | 11-15   | 11-5      | –            | –    |
| 1988-89   | 3     | 2.ª División   | 1.º  | Ascenso                           | –       | –         | –            | –    |
| 1989-90   | 2     | 1.ª División B | 8.º  | PO ascenso (4.º)                  | 17-13   | 2-3       | –            | –    |
| 1990-91   | 2     | 1.ª División   | 2.º  | A2/PO ascenso (2.º)/ Ascenso      | 18-12   | (2-4) 5-1 | –            | –    |
| 1991-92   | 1     | Liga ACB       | 10.º | PO perman./PO clasif. (16.º)      | 11-23   | 3-2 (1-3) | Copa del Rey | PR   |
| 1992-93   | 1     | Liga ACB       | 20.º | PO permanencia (21.º)/ Descenso   | 10-21   | 2-3       | Copa del Rey | PR   |
| 1993-94   | 3     | 2.ª División   |      | Ascenso                           | –       | –         | –            | –    |
| 1994-95   | 2     | Liga EBA       | 3.º  | Fase clasif./Cuartos final        | 16-10   | 6-5       | –            | –    |
| 1995-96   | 2     | Liga EBA       | 10.º | Fase permanencia                  | 13-17   | 3-2       | –            | –    |
| 1996-97   | 3     | Liga EBA       | 6.º  | Fase clasif./ Descenso            | 15-11   | 1-2       | –            | –    |
| 1997-01   | –     | –              | –    | –                                 | –       | –         | –            | –    |
| 2001-02   | 5     | 1.ª División   |      | Ascenso                           | –       | –         | –            | –    |
| 2002-03   | 4     | Liga EBA       | 11.º | –                                 | 12-18   | –         | –            | –    |
| 2003-04   | 4     | Liga EBA       | 3.º  | Cuartos final (8.º)               | 21-9    | 1-1-1     | –            | –    |
| 2004-05   | 4     | Liga EBA       | 3.º  | Octavos final/ Ascenso            | 22-8    | 0-2       | –            | –    |
| 2005-06   | 3     | LEB 2          | 13.º | –                                 | 11-19   | –         | –            | –    |
| 2006-07   | 3     | LEB 2          | 8.º  | Cuartos final (8.º)/ Descenso     | 17-17   | 0-3       | –            | –    |
| 2007-08   | 5     | 1.ª División   | 1.º  | Ascenso                           | 26-4    | –         | –            | –    |
| 2008-09   | 4     | Liga EBA       | 7.º  | –                                 | 15-15   | –         | –            | –    |
| 2009-10   | 4     | Liga EBA       | 12.º | –                                 | 7-19    | –         | –            | –    |
| 2010-11   | 4     | Liga EBA       | 5.º  | –                                 | 15-11   | –         | –            | –    |
| 2011-12   | 4     | Liga EBA       | 5.º  | Descenso                          | 13-9    | –         | –            | –    |
| 2012-13   | 5     | 1.ª División   | 4.º  | –                                 | 19-7    | –         | –            | –    |
| 2013-14   | 5     | 1.ª División   | 3.º  | –                                 | 20-6    | –         | –            | –    |
| 2014-15   | 5     | 1.ª División   | 2.º  | Fase final (4.º)                  | 21-7    | 0-1       | –            | –    |
| 2015-16   | 5     | 1.ª División   | 1.º  | Fase final (3.º)/ Ascenso         | 21-7    | 0-1       | –            | –    |
| 2016-17   | 4     | Liga EBA       | 5.º  | –                                 | 11-15   | –         | –            | –    |
| 2017-18   | 4     | Liga EBA       | 7.º  | –                                 | 13-14   | –         | –            | –    |
| 2018-19   | 4     | Liga EBA       | 6.º  | –                                 | 19-9    | –         | –            | –    |
| 2019-20   | 4     | Liga EBA       | 8.º  | –                                 | 13-8    | –         | –            | –    |
| 2020-21   | 4     | Liga EBA       | 4.º  | –                                 | 22-6    | –         | –            | –    |
| 2021-22   | 4     | Liga EBA       | 5.º  | –                                 | 20-8    | –         | –            | –    |
| 2022-23   | 4     | Liga EBA       | 1.º  | Fase final (9.º)                  | 23-3    | (1-0) 2-1 | –            | –    |
| 2023-24   | 4     | Liga EBA       | 1.º  | Fase final (1.º)/ Ascenso         | 23-1    | 3-0       | –            | –    |
| 2024-25   | 3     | Segunda FEB    | 5.º  | Octavos final (12.º)              | 15-11   | 1-1       | Copa España  | FG   |